# Biaix del punt cec
El biaix del punt cec és un biaix cognitiu que consisteix a no mesurar-se adequadament en relació amb els altres: hom tendeix a sobreestimar les seves qualitats, exagerar els seus defectes i pensar que s'està més lliure de prejudicis que els altres. Es tracta, doncs, d'una tendència a diferenciar-se del grup, sigui per excel·lència o per sota. A més a més, influeix una falsa sensació d'autoconeixement.
El biaix s'explica perquè l'individu usa diferents mecanismes en jutjar la pròpia conducta que la del proïsme; té en compte els elements de la introspecció i les motivacions en major grau quan es tracta d'analitzar els actes d'un mateix que els dels altres, en què tenen més pes les evidències derivades únicament de la conducta externa, sense analitzar les possibles intencions o condicionaments mentals.
El terme va ser creat per Emily Pronin, professora del Departament de psicologia de la Universitat de Princeton, amb els seus col·legues Daniel Lin i Lee Ross, fent referència al punt cec de l'ull.